# Adele av Flandern
Adèle av Flandern, född 1064 eller 1065, död 1115, var Danmarks drottning som gift med Knut den helige, och sedan hertiginna av Apulien och Kalabrien som gift med Roger Borsa. Hon var regent i Apulien och Kalabrien under sin son Vilhelms minderårighet mellan 1111 och 1114.
I Danmark kallades hon också Edel, och till minne av henne har Edel namnsdag 10 mars i Danmark och Norge.

## Biografi
Adele av Flandern var dotter till Robert I av Flandern och Gertrud av Sachsen. 

### Drottning av Danmark
Adele gifte sig första gången 1080/1081 med kung Knut den helige av Danmark (dräpt 1086). Knut hade besökt Flandern år 1075 efter ett misslyckat fälttåg mot England. Äktenskapet arrangerades möjligen för att ge hennes far en allierad mot fienden England med arvsanspråk på den engelska tronen (vilket Knut hade), och för att förse Knut med arvingar besläktade med Karl den store, vilket ytterligare skulle legitimera deras kungliga börd och arvsrätt till den danska tronen.
Paret fick följande barn:
1. Karl I av Flandern (1083/1085-1127), greve av Flandern
2. Cecilia Knutsdotter av Danmark (ca 1085-efter 1131), gift med Erik jarl (död efter 1145)
3. Ingegärd Knutsdotter av Danmark (född 1081/1086), gift med svensken Folke den tjocke.

Knut förde en kyrkvänlig linje i sin politik. Inte mycket är känt om Adeles liv som drottning. Hennes make mördades Skt. Albani Kirke i Odense 1086. Enligt Saxo Grammaticus flydde Adele tillbaka till Flandern efter mordet på maken, och tog med sig sin son Karl men lämnade sina döttrar Cecilia och Ingegärd kvar i Danmark. Hon överlämnade dem troligen till sin svåger, makens halvbror Erik, som tog dem med sig till Sverige.

### Kalabrien och Apulien
Adele levde sedan vid faderns och broderns hov fram till sin andra vigsel. Hon gav 1090 en donation till katedralen i Reims för sin mördade makes själ. Adele gifte sig andra gången år 1092 med hertig Roger I "Borsa" av Apulien och Kalabrien (död 1111).
Paret fick följande barn:
1. Ludvig (död 1094)
2. Vilhelm II av Apulien-Calabrien (1095/1097-1127), hertig av Apulien och Kalabrien.
3. Guiscard.

Inför sin avresa till Italien lämnade hon kvar sin son Karl i Flandern (han efterträdde 1111 hennes bror som greve av Flandern). När hennes förste make år 1100 förklarades för helgon sände hon dyrbara gåvor för att pryda hans helgonskrin. Hennes andre make avled 1111 och efterträddes av deras son, som ännu var omyndig. Hon blev som sin sons förmyndare regent i Apulien och Kalabrien. Hon beskrivs som en handlingskraftig regent. Hon regerade i tre år, fram till att sonen år 1114 myndigförklarades vid omkring arton års ålder och gifte sig. Hon avled året därpå.